# Kazajistán en los Juegos Paralímpicos de Nagano 1998
Kazajistán estuvo representado en los Juegos Paralímpicos de Nagano 1998 por un deportista masculino. El equipo paralímpico kazajo no obtuvo ninguna medalla en estos Juegos.